# Echinopsis schoenii
Echinopsis schoenii ist eine Pflanzenart aus der Gattung Echinopsis in der Familie der Kakteengewächse (Cactaceae). Das Artepitheton schoenii ehrt den in Arequipa ansässigen Deutschen E. Schön, der Werner Rauh während seiner Reisen in Peru unterstützte.

## Beschreibung
Echinopsis schoenii wächst strauchig, ist unregelmäßig von der Basis aus verzweigt und erreicht Wuchshöhen von 3 bis 4 Metern. Die zylindrischen, graugrünen Triebe erreichen Durchmesser von 10 bis 15 Zentimeter. Es sind sieben breite Rippen vorhanden, die gekerbt sind. Die auf ihnen befindlichen Areolen sind gelblich grau und stehen 1 bis 2 Zentimeter voneinander entfernt. Die aus ihnen entspringenden Dornen sind anfangs bräunlich, werden später grau und besitzen eine braune Spitze. Die ein bis zwei kräftigen Mitteldornen sind abstehend oder abwärts gerichtet und bis zu 7 Zentimeter lang. Die sechs bis acht Randdornen sind sehr ungleich. Die oberen von ihnen weisen eine Länge von bis 1,5 Zentimeter auf, die unteren sind bis zu 5 Zentimeter lang.
Die trichterförmigen, weißen Blüten öffnen sich in der Nacht. Sie sind bis zu 16 Zentimeter lang. Ihre Blütenröhre ist mit schwärzlich braunen Haaren besetzt.

## Verbreitung und Systematik
Echinopsis schoenii ist in der peruanischen Region Arequipa in den Anden in Höhenlagen von 3500 bis 3900 Metern verbreitet.
Die Erstbeschreibung als Trichocereus schoenii durch Werner Rauh und Curt Backeberg wurde 1958 veröffentlicht. Heimo Friedrich und Gordon Douglas Rowley stellten die Art 1974 in die Gattung Echinopsis.

## Nachweise